# 162e régiment d'infanterie (France)
Pour les articles homonymes, voir 162e régiment.
Le 162e régiment d'infanterie (162e RI) est un régiment d'infanterie de l'Armée de terre française, créé sous la Révolution sous le nom de 162e demi-brigade de première formation. Dissous trois ans plus tard, Le régiment est recréé en 1887 sous la IIIe République et dissous en 1940.

## Création et différentes dénominations
- 1793 : formation de la 162e demi-brigade de première formation
- 1796 : dissous
- 1887 : création du 162e régiment d'infanterie
- 1914 : à la mobilisation, il donne naissance au 362e régiment d’infanterie
- 1923 : dissous (traditions gardées par le 26e bataillon de chasseurs à pied).
- 1935 : création du 162e régiment d’infanterie de forteresse de la Nied (Ligne Maginot).
- 1940 : dissous.

## Chefs de corps
- 1794 : chef de brigade Charles Jean Théodore Schoenmezel (*)
- 1794 : chef de brigade Dumoulin
- 1796 à 1887 : l'unité n'existe plus.
- 1887 : colonel Bruneau
- 1892 : colonel Coutsis de La Rivière
- 1898 : colonel Lavergne
- 1903 : colonel Charles-Arthur Maitrot
- 1905 : colonel L. A. Darde
- 1912 : colonel Kopp[1]
- octobre 1916 - avril 1917 : lieutenant-colonel Belhague
- 1917 : colonel Basson[2].
- 1935 - 1937 : lieutenant-colonel J.P. Denis
- 1937 - 1939 : colonel A. Cochinard
- 1939 - 1939 : lieutenant-colonel Bockler
- 1939 - 1940 : lieutenant-colonel P. Sohier

## Historique des garnisons, combats et batailles du162eRI

### Guerres de la Révolution et de l'Empire
En 1793, la « 162e demi-brigade de première formation » est créée à partir de l'amalgame des :
- 2e bataillon du 89e régiment d'infanterie (ci-devant Royal-Suédois)
- 1er bataillon des Sections Réunies de la Commune et des Arcis de Paris également appelé Bataillon de la Commune et des Arcis
- 6e bataillon bis de volontaires du Calvados également appelé bataillon de volontaires de Bayeux

En 1794, la demi-brigade est affectée à l'armée du Nord et elle s'illustre durant la bataille de Cateau-Cambrésis (en) où durant le combat, la 162e demi-brigade lutta toute la journée pour protéger la retraite de l'armée et sauva 22 pièces de canon sur le point de tomber aux mains de l'ennemi.
Affecté à l'armée de Sambre-et-Meuse, elle participe, en 1794, aux sièges de Landrecies et de Le Quesnoy, à la prise de Valenciennes. La 162e demi-brigade s'illustre à la bataille de Spirmont, durant laquelle elle lance plusieurs charges victorieuses contre un ennemi supérieur en nombre et en artillerie et fortement retranché, et termine la campagne en participant à la bataille d'Aldenhoven.
En 1795, l'unité se trouve à la prise de Luxembourg. Dans le courant cette année elle est affectée à l'armée de Rhin-et-Moselle et elle est engagée aux combats de Frankenthal, du 11 au 14 novembre durant lesquels le chef de brigade Dumoulin est grièvement blessé en défendant le village.
Lors de la réorganisation de 1796, la « 162e demi-brigade} d'infanterie de ligne » entre dans la formation de la 103e demi-brigade de deuxième formation.
La « 162e demi-brigade d'infanterie de ligne » est alors dissoute.

### 1887 à 1914
Le 162e régiment d'infanterie est formé le 1er octobre 1887 à 3 bataillons provenant des 12e régiment d'infanterie, 25e régiment d'infanterie et 62e régiment d'infanterie.
1904-1914 : portion centrale (dépôt, administration, intendance) à Reims, portion principale (essentiel des troupes) à Verdun.
En 1913, son 4e bataillon forme le 4e bataillon du 164e régiment d’infanterie.

### Première Guerre mondiale
En 1914, le régiment est en casernement à Verdun, et il fait partie de la 84e brigade d'infanterie, 42e division d'infanterie, 6e corps d'armée.
Affectations:
- 42e division d'infanterie d'août 1914 à décembre 1916
- 69e division d'infanterie de décembre 1916 à novembre 1918

#### 1914
château et ferme de Remenoncourt (24 août) Retraite des IIIe et IVe Armées : Bois de Bulson (27 août) Longuyon les usines de Pont-Maugis (28 août) Tourteron (31 août)
Bataille de la Marne (6 – 13 septembre) : engagé dans la bataille des Marais de Saint-Gond vers Soizy aux Bois et Villeneuve les Charleville (6 septembre), Château de Mondement (9 septembre)
Course à la mer : Contalmaison, Thiepval (6-7 octobre)
Reprise de l'offensive : Bazentin la Boisselle, Orvilliers (17-24 décembre)

#### 1915
Offensives d'Argonne : Vauquois (février) Artois : Hébuterne (6-8 juin)
- 25 septembre-6 octobre : seconde bataille de Champagne, attaque de la Butte du Mesnil (25- 30 septembre)

#### 1916

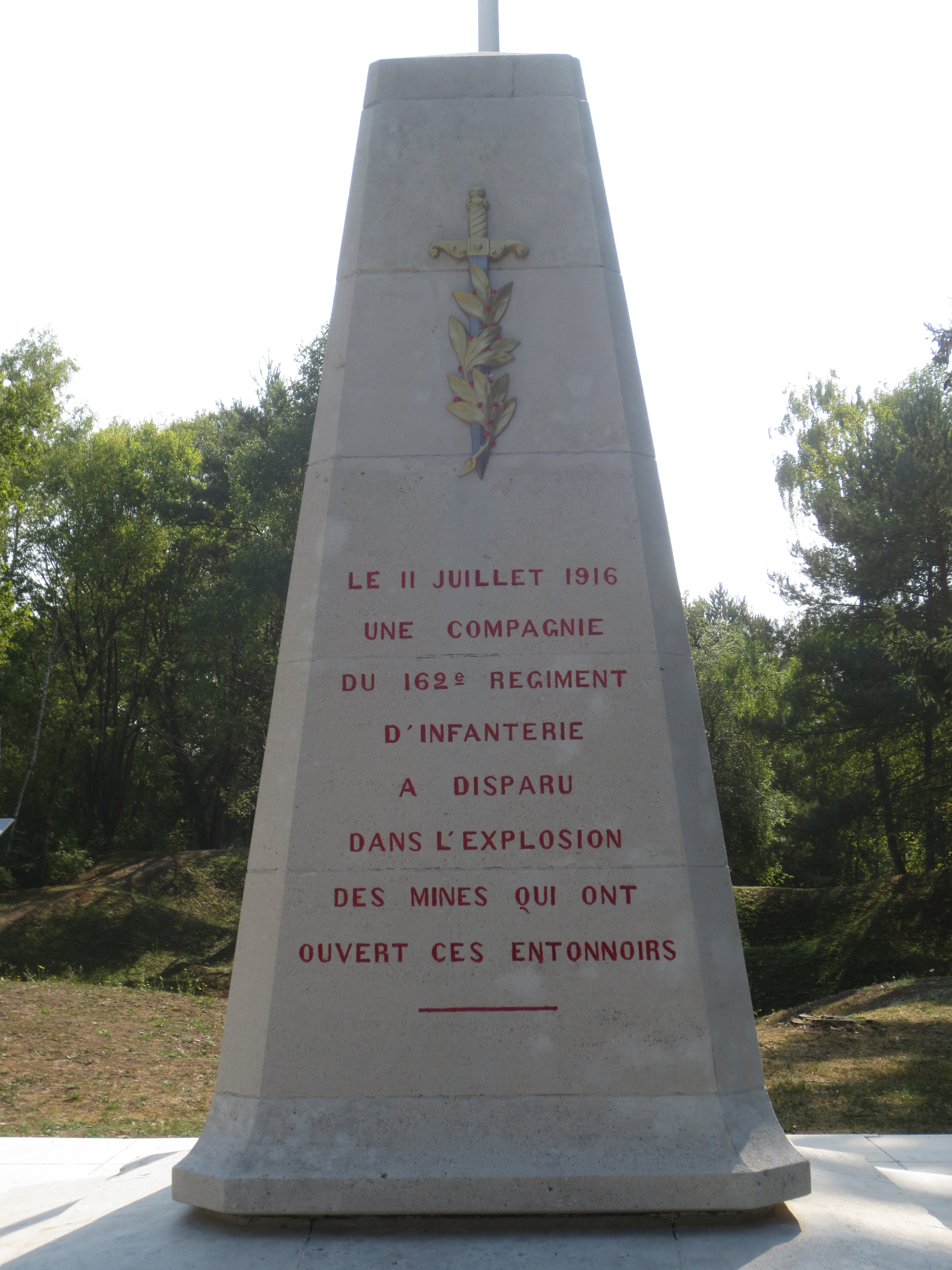
Les entonnoirs de Leintrey - Monument aux morts

Bataille de Verdun, Mort-Homme (fev-mars) Bataille de Verdun : Fort de Douaumont (18 au 23 juin) Bataille de la Somme

#### 1917
Aisne : attaque sur Berry au Bac (16 avril) Verdun : Bois le Chaume (8 septembre)

#### 1918
L'Aronde (9-12 juin) Soissons (28 août) Plateau de Laffaux (5 septembre)

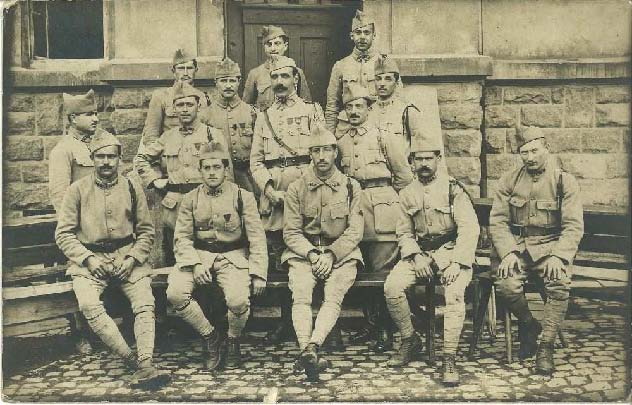
Soldats du en 1918.

- « Régiment qui a fait preuve d’un esprit offensif admirable », Général Mangin, 1918.

### Entre-deux-guerres
- Le 162e régiment d'infanterie de forteresse (RIF) est créé à Metz le 25 août 1935 dans le but de défendre le secteur fortifié de Boulay (SF Boulay) en fournissant les garnisons aux ouvrages et casemates de la ligne Maginot du dit secteur. Le régiment dont le commandement est assuré par le colonel Cochinard a notamment en charge le gros ouvrage du Hackenberg. Par CM[Quoi ?] du 8 août 1935 il reçoit l'appellation de « régiment de la Nied ».

- À partir de 1937, le 1er bataillon s’installe au camp de Boulay, le 2e au camp de Bockange et Veckring jusqu’en 1938 puis occupe le casernement du camp d’Ising (Férange).
- Les 9e et 10e compagnies mixtes occupent les casernements légers du Michelsberg et du Mont-des-Welches, la 8e stationnant dans les baraquements du Streiffel. Des CEO (compagnies d'équipages d'ouvrages) sont créées à Boulay (1er CEO), 2e CEO à Bockange, la 4e à Veckring. En 1938 la 3e CEO et la 9e compagnie de mitrailleuses s'installent au camp d'Ising (commune de Ferange).

### Seconde Guerre mondiale
- Fin août 1939, le régiment de la Nied se détriple pour former l'infanterie du Secteur fortifié de Boulay en donnant ainsi naissance au 161e RIF, 162e RIF et 164e RIF du temps de guerre. Constitué au camp de Bockange et à Amanvillers à partir d'un noyau actif du 2e bataillon du 162e RIF, le régiment du temps de guerre compte 2 bataillons de mitrailleurs d'intervalle et des équipages d'ouvrages et aussi des Compagnies d'Engins et de Fusilliers Voltigeurs (CEFV). Le régiment met également sur pied un 21e bataillon (d'instruction). Le régiment est commandé par le lieutenant-colonel Bockler, puis en décembre 1939 par le lieutenant-colonel Sohier.

Le 162e RIF occupe le sous-secteur de Burtoncourt avec PC au camp de Bockange avec abris au bois de Villers et quartiers de Valmunster et Freistroff.
Lors du repli des unités de la ligne Maginot en juin 1940, les éléments d'intervalle rejoignent la division de marche Besse, le 13 au soir et se replient dans la région de Nancy où le 21e bataillon combat entre Laneuveville et Saint-Nicolas-de-Port avec les I/160e et II/161e RIF. À court de munitions, la 1re CEFV est faite prisonnière le 19 juin à Flavigny. Les équipages d'ouvrages aux ordres du colonel Cochinard résistent sur la position et ne se rendront sur ordre que le 4 juillet.
- Le drapeau : du 162e RIF confié au lieutenant Goulot par l'officier de détail du 162e RIF, le drapeau est enterré le 20 juin dans le jardin de M. Simon, maire de Brallevile, à la limite des départements des Vosges et de Meurthe-et-Moselle. Fin juin, M. Simon déterre l'emblème et le confie au directeur du personnel de la tannerie Luc, à Nancy, qui le remettra au Lt-Colonel Dorval, commissaire aux prisonniers de guerre. Celui-ci le fera déposer aux Invalides.
- 1940 : Dissolution.

## Drapeau
Il porte, cousues en lettres d'or dans ses plis, les inscriptions suivantes :

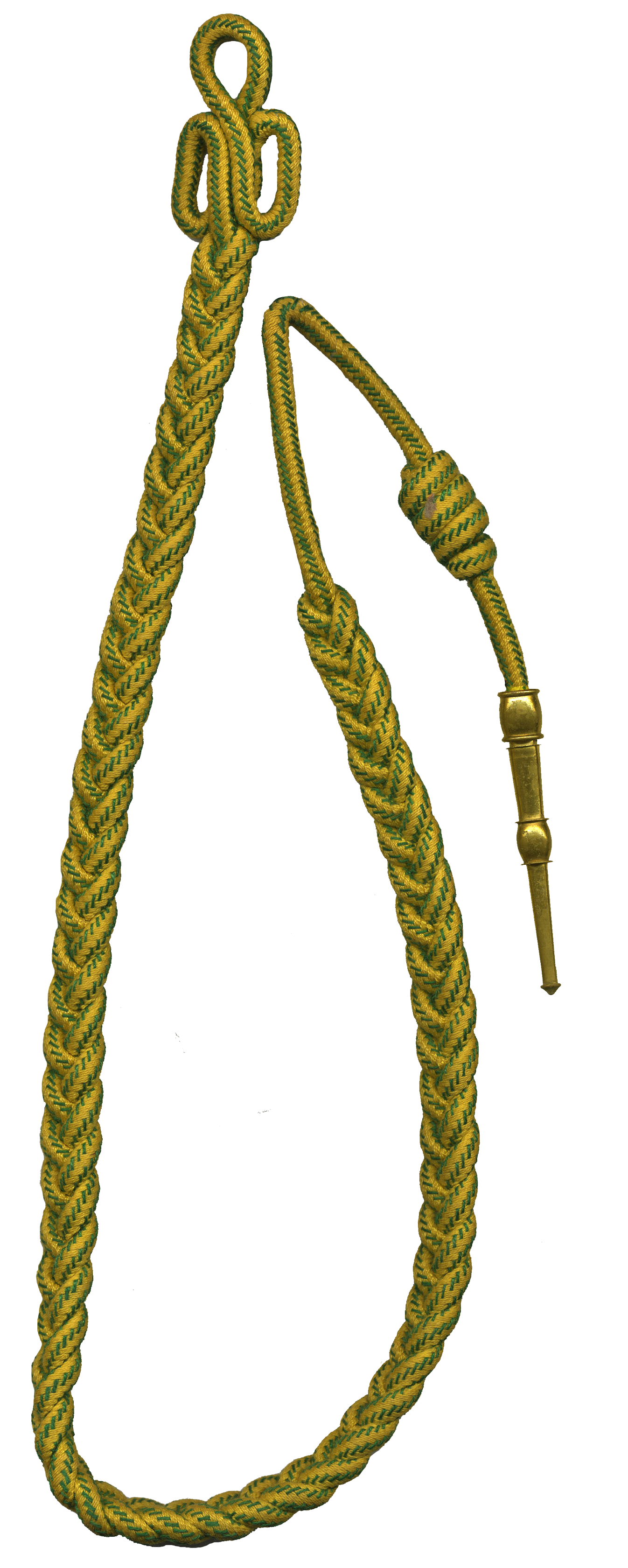
Fourragère aux couleurs du ruban de la Médaille militaire

- Sprimont 1794
- L'Yser 1914
- Verdun 1916-1917
- La Somme 1916
- L'Aisne 1917
- Le Matz 1918

## Décorations
La cravate du drapeau est décorée de la croix de guerre 1914-1918 avec quatre palmes et une étoile de bronze.
Il a le droit au port de la fourragère aux couleurs du ruban de la médaille militaire, décernée le 15 octobre 1918.

## Insigne
L'insigne du régiment, sous forme d'écu couronné de fortification, représente une tête de bouledogue blanc (référence au général Besse (sl) et à son caractère) devant une casemate entourée d'un champ de rails antichars au pied duquel coule la Nied.

## Personnages célèbres ayant servi au162eRI
- Jean Allard-Méeus (1891-1914), poète.
- René de Chambrun, avocat d'affaires et gendre de Pierre Laval
- Paul Maistre, général de division.

## Sources et bibliographie
- Général Andolenko, Recueil d'Historiques de l'Infanterie Française, Eurimprim, 1969.
- Archives militaires du Château de Vincennes.
- Émile Simond, Historique des nouveaux régiments créés par la loi du 25 juillet 1887 : infanterie, L. Baudoin et Cie, 1889 (lire en ligne).
- Colonel Gignoux, Historique du 162e régiment d'infanterie pendant la guerre 1914-1918, Berger-Levrault, 1919 (lire en ligne).
- Historiques des corps de troupe de l'armée française (1569-1900)

### liens externes
- 162e RI à Verdun (caporal A. Schalckens)
- 162e RIF (1940)
- La composition d'un régiment en 1914